# Hyundai Stellar
O Stellar é um sedan médio, produzido pela Hyundai Motor Company, entre 1983 e 1992. Foi sucedido pelo Elantra.